# 록펠러 센터 크리스마스 트리

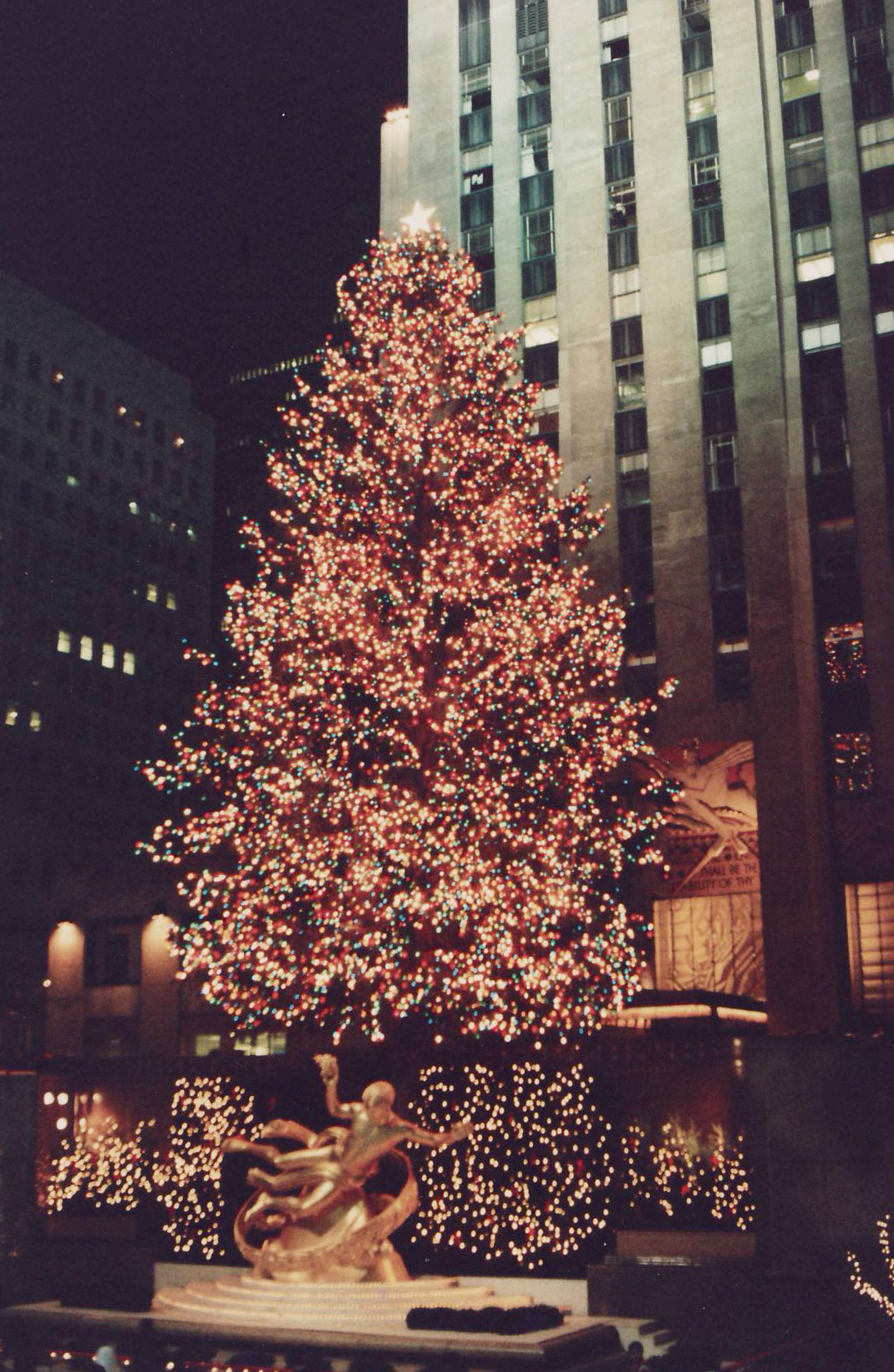
록펠러 센터 크리스마스 트리

록펠러 센터 크리스마스 트리(Rockefeller Center Christmas Tree)는 미국 뉴욕 맨해튼 록펠러 센터에서 매년 배치되는 크리스마스 트리이다. 11월 말이나 12월 초부터는 점등도 된다. 최근에는 점등된 장면을 보여주는 쇼가 NBC에서 록펠러 센터에서의 크리스마스(Christmas in Rockefeller Center)라는 이름으로 생방송되었다.